# Communauté de communes Intercom Balleroy Le Molay-Littry
La communauté de communes Intercom Balleroy Le Molay-Littry est une ancienne communauté de communes française, située dans le département du Calvados.

## Historique
La communauté de communes est créée le 4 décembre 1996.
Le 1er janvier 2017, elle fusionne avec les communautés de communes de Trévières et Isigny Grandcamp Intercom pour former la communauté de communes Isigny-Omaha Intercom.

## Composition
Elle était composée de vingt-et-une communes du canton de Trévières :
| Nom                      | Code Insee | Gentilé       | Superficie (km2) | Population (dernière pop. légale) | Densité (hab./km2) |
| ------------------------ | ---------- | ------------- | ---------------- | --------------------------------- | ------------------ |
| Le Molay-Littry (siège)  | 14370      | Molystriens   | 27,12            | 3 092 (2014)                      | 114                |
| Balleroy-sur-Drôme       | 14035      |               | 11,77            | 1 432 (2014)                      | 122                |
| La Bazoque               | 14050      | Bazoquois     | 10,14            | 180 (2014)                        | 18                 |
| Le Breuil-en-Bessin      | 14103      |               | 4,37             | 437 (2014)                        | 100                |
| Cahagnolles              | 14121      | Cahagnollais  | 7,17             | 255 (2014)                        | 36                 |
| Castillon                | 14140      | Castillonais  | 11,02            | 333 (2014)                        | 30                 |
| Cormolain                | 14182      | Cormolinais   | 11,04            | 405 (2014)                        | 37                 |
| Foulognes                | 14282      | Foulonais     | 6,43             | 202 (2014)                        | 31                 |
| Litteau                  | 14369      |               | 6,94             | 274 (2014)                        | 39                 |
| Montfiquet               | 14445      |               | 19,54            | 96 (2014)                         | 4,9                |
| Noron-la-Poterie         | 14468      | Noronnais     | 3,01             | 385 (2014)                        | 128                |
| Planquery                | 14506      |               | 14,37            | 226 (2014)                        | 16                 |
| Sainte-Honorine-de-Ducy  | 14590      |               | 4,99             | 130 (2014)                        | 26                 |
| Sainte-Marguerite-d'Elle | 14614      |               | 20,49            | 765 (2014)                        | 37                 |
| Saint-Paul-du-Vernay     | 14643      | Saint-Paulois | 15,13            | 797 (2014)                        | 53                 |
| Sallen                   | 14664      |               | 11,21            | 297 (2014)                        | 26                 |
| Saon                     | 14667      |               | 5,24             | 234 (2014)                        | 45                 |
| Saonnet                  | 14668      | Saonnetiens   | 5,34             | 287 (2014)                        | 54                 |
| Tournières               | 14705      |               | 3,41             | 157 (2014)                        | 46                 |
| Le Tronquay              | 14714      | Tronquois     | 13,07            | 766 (2014)                        | 59                 |
| Trungy                   | 14716      | Trungiens     | 7,07             | 225 (2014)                        | 32                 |

## Compétences
- Aménagement de l'espace
  - Plans locaux d'urbanisme (à titre obligatoire)
  - Schéma de cohérence territoriale (SCOT) (à titre obligatoire)
  - Schéma de secteur (à titre obligatoire)
- Développement et aménagement économique
  - Action de développement économique (Soutien des activités industrielles, commerciales ou de l'emploi, soutien des activités agricoles et forestières...) (à titre obligatoire)
  - Création, aménagement, entretien et gestion de zone d'activités industrielle, commerciale, tertiaire, artisanale ou touristique (à titre obligatoire)
  - Tourisme (à titre obligatoire)
- Développement et aménagement social et culturel
  - Activités culturelles ou socioculturelles (à titre facultatif)
  - Activités périscolaires (à titre facultatif)
  - Activités sportives (à titre facultatif)
  - Établissements scolaires (à titre optionnel)
- Environnement - Collecte et traitement des déchets des ménages et déchets assimilés (à titre optionnel)
- Logement et habitat - Programme local de l'habitat (à titre facultatif)
- Sanitaires et social - Action sociale (à titre facultatif)
- Voirie - Création, aménagement, entretien de la voirie (à titre optionnel)

## Administration
| Période                                  | Période       | Identité       | Étiquette | Qualité           |
| ---------------------------------------- | ------------- | -------------- | --------- | ----------------- |
| janvier 1997                             | décembre 2016 | Michel Granger | DVD       | Maire de Vaubadon |
| Les données manquantes sont à compléter. |               |                |           |                   |